# Otwór kolcowy

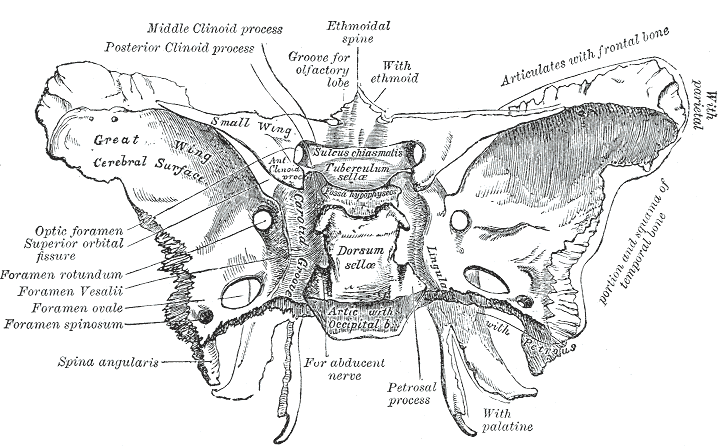
Powierzchnia wewnętrzna (mózgowa) kości klinowej. Otwór kolcowy widoczny po lewej stronie u dołu, podpisany Foramen spinosum

Otwór kolcowy (łac. foramen spinosum) – w anatomii człowieka jeden z licznych otworów położonych w podstawie czaszki. Przebija skrzydło większe kości klinowej ku tyłowi i nieco do boku od otworu owalnego u nasady kolca kości klinowej (spina ossis sphenoidalis). Jest mniejszy od położonych również w obrębie skrzydła większego kości klinowej otworu okrągłego i otworu owalnego. 
Otwór kolcowy łączy dół środkowy czaszki z dołem podskroniowym i zawiera tętnicę oponową środkową, żyłę oponową środkową i nerw kolcowy – gałąź oponową nerwu żuchwowego (V3).